# Королевские стили
Королевские стили — историко-региональные стили в истории западноевропейского искусства. История искусства с периода Возрождения (прежде всего в искусствознании Франции) рассматривается по периодам, соответствовавшим годам правления европейских монархов.

## Австрия
- Стиль Марии Терезии (1740—1780) — австрийское рококо; сложился при венском дворе в период правления императрицы Марии Терезии[2].

## Великобритания
В истории искусства Великобритании выделяют следующие «королевские стили»:
- Стиль Генриха VIII Тюдора (1520—1550) — то же, что Тюдор-Ренессанс;
- Стиль Елизаветы I (1558—1603) — то же, что Елизаветинский стиль или Елизаветинское Возрождение;
- Стиль Якова I Стюарта (1603—1625) — раннее английское барокко; то же, что Якобинский стиль или Стиль Якова;
- Стиль Карла I (1625—1640) — переходный стиль к английскому классицизму;
- Стиль Карла II (1660—1685) — то же, что Стиль Реставрации Стюартов;
- Стиль Вильгельма III Оранского и королевы Марии (1689—1702) — то же, что Стиль Марии;
- Стиль королевы Анны (1702—1714) — стиль английского барокко; то же, что Стиль Анны;
- Стили Георга I (1714—1727), Георга II (1727—1760), Георга III (1760—1820), Георга IV (1820—1830) — то же, что Георгианский стиль и Стиль Регентства в Англии;
- Стиль королевы Виктории (1830—1901) — то же, что Викторианский стиль.

## Германия
В истории искусства Германии выделяют:
- Штауфеновский ренессанс (1194—1250) — период развития средневекового искусства Германии, связанный с деятельностью Фридриха II Гогенштауфена, направленной на возрождение классического искусства Древнего Рима;
- Фридерицианское рококо (1740—1786) — историко-региональный придворный художественный стиль Пруссии, связанный с императором Фридрихом II.

## Испания
В истории искусства Испании выделяют:
- Исабеллино (1475—1504) — стиль испанского искусства конца XV столетия, названный по имени королевы Изабеллы Кастильской; то же, что «стиль католических королей» или «фердинандино» (по имени короля Арагона);
- Фердинандино (1820—1833) — исторический стиль в искусстве Испании XIX века, назван по имени испанского короля Фердинанда VII; в общих чертах был схож с неорококо.

## Россия
В России, в силу влияния монархов на создание оригинальных художественных направлений, «королевские стили» используют в периодизации архитектуры Санкт-Петербурга:
- Петровское барокко (1703—1725) — по времени правления Петра I;
- Аннинский период (1730—1740) — по времени правления Анны Иоановны; то же, что Аннинское барокко;
- Елизаветинское барокко (1741—1761) — по времени правления Елизаветы Петровны; то же, что Елизаветинское рококо;
- Екатерининский классицизм (1762—1796) — по времени правления Екатерины II;
- Павловский романтизм (1796—1801) — по времени правления Павла I; то же, что Павловский классицизм;
- Александровский классицизм (1801—1825) — по времени правления Александра I;
- Николаевская готика и Николаевский ампир (1825—1855) — по времени правления Николая I;
- Стиль Александра II (1855—1881);
- Стиль Александра III (1881—1894).

## Франция
Деление истории искусства на периоды «королевских стилей» характерно прежде всего для французского искусствознания, так как там, в отличие от Италии с её демократическим движением городов-государств и их борьбой за независимость, Ренессанс носил аристократический, придворный характер, выражая идею абсолютизма королевской власти. Выделяют следующие французские «королевские стили»:
- Стиль Карла V (1364—1380) — стиль расцвета французской готики;
- Стиль Карла VII (1422—1461) — стиль пламенеющей готики, с элементами проторенессанса;
- Стиль Людовика XI (1461—1483) — проторенессанс;
- Стиль Карла VIII (1483—1498) — переходный стиль от готики к Возрождению:
- Стиль Людовика XII — начало французского Ренессанса. Совпадает с переходом от пламенеющей готики к французскому Ренессансу. В этот период во Францию, в связи с военными походами Карла VIII и самого Людовика XII, проникло влияние искусства итальянских городов-государств[3];
- Стиль Франциска I (1515—1547) — первый французский Ренессанс;
- Стиль Генриха II (1547—1559) — зрелый французский Ренессанс;
- Стиль Генриха IV (1598—1610) — поздний французский Ренессанс;
- Стиль Людовика XIII (1610—1643) — поздний французский Ренессанс, сохранявший элементы маньеризма и барокко; переходный стиль к «Большому стилю» Людовика XIV;
- Стиль Людовика XIV (1643—1715) — первый французский классицизм[3];
- Стиль Людовика XV (1715—1774) — отождествляется с французским рококо. Его начальная фаза (до 1730 года) совпадала со стилем Регентства[3];
- Стиль Людовика XVI (1774—1792) — представлял собой второй французский классицизм. Во французской искусствоведческой литературе чаще именуется неоклассицизмом[3];
- Стиль империи Наполеона I (1804—1815) — то же, что ампир;
- Стили Людовика XVIII (1815—1824), Карла X (1824—1830), Луи-Филиппа (1830—1848) — то же, что Стиль Реставрации Бурбонов во Франции, представлял собой французское неорококо;
- Стиль Наполеона III (1852—1870) — второй ампир.

## Чехия
- Стиль Карла IV (1346—1378) — стиль зрелой чешской готики[4].